# Луна 12
Луна 12 е космически апарат, изстрелян от СССР по програмата Луна с цел изследване на Луната. Апаратът е ускорен към Луната след привеждане в околоземна орбита на 22 октомври 1966 г.
Осъществено е влизане в окололунна орбита на 25 октомври.
Апаратът е оборудван с телевизионна система, позволяваща заснимане на лунната повърхност от орбита.
Предадени са снимки на Луната в аналогов вид, сканирани с 1100 линии на кадър и разделителна способност от 14,9-19,8 m.
Системата за заснимане на Луната се състои в използване на филм, който бива проявен и сканиран от телевизионната система.
Първите снимки са предадени на 27 октомври и отпечатани в съветската преса на 29 октомври, като общият им брой не е огласен от страна на СССР.
След приключване на заснемането на повърхността, апаратът е приведен в стабилизиращо въртене с цел изпълнение на други наблюдения, които са извършени успешно.
Мисията продължава до 19 януари 1967 г., като са извършени 602 лунни орбити и 302 радиосесии.

## Орбитални параметри
Орбитата на апарата е окололунна, с параметри:
- голяма полуос – 2404,5 km
- апоселен – 2938 km
- периселен – 1871 km
- ексцентрицитет – 0,31
- инклинация – 10°
- орбитален период — 205 min